# Schlesisches Museum der Bildenden Künste

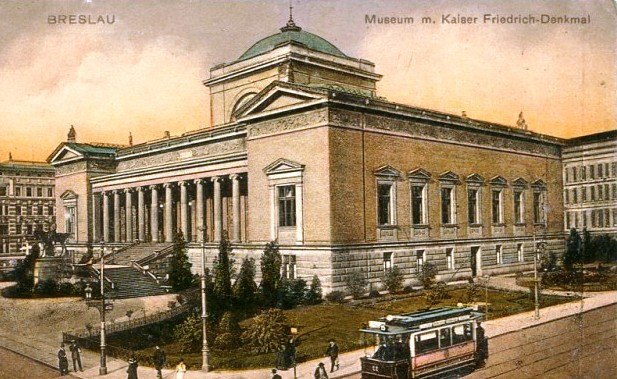
Schlesisches Museum der Bildenden Künste auf dem Museumsplatz in Breslau, von Südosten gesehen (um 1910)

Das Schlesische Museum der Bildenden Künste in Breslau existierte von 1880 bis 1945. Es zählte zu den bedeutenden Kunstsammlungen in Deutschland.

## Entwicklung
Die Geschichte geht auf die Gemäldegalerie des Breslauer „Königlichen Museums für Kunst und Altertümer“ zurück, die 1815 im Gebäude des ehemaligen Augustinerklosters auf der Sandinsel (heute Universitätsbibliothek) eröffnet wurde. Das erste „Verzeichnis der Gemälde-Sammlung im Universitäts-Gebäude zu Breslau“ stammt von Johann Gustav Gottlieb Büsching aus dem Jahr 1821.
Mitte des 19. Jahrhunderts entstand dann der Plan, den Sammlungen ein eigenes neues Gebäude zu geben. Bereits 1869 wurde das Comité zur Errichtung des Schlesischen Provinzial-Museums der Bildenden Künste mit 33 Mitgliedern gegründet. Der Entwurf für das neue Gebäude auf dem damaligen Kürassierplatz in der Schweidnitzer Vorstadt stammte von dem Berliner Architekten Otto Rathey. Der Berliner Bildhauer Otto Lessing erhielt den Auftrag zur Ausführung der Sgraffito-Dekoration an der Rückwand des Eingangsportikus. Der Gemäldezyklus im Treppenhaus wurde von Hermann Prell ausgeführt. 1880 erfolgte die Einweihung des neuen Gebäudes in Anwesenheit von Kaiser Wilhelm I. Das Reiterstandbild Kaiser Friedrich III. von Adolf Brütt wurde am 26. Oktober 1901 vor dem Haupteingang aufgestellt.
Die Stadt Breslau stellte Geld zum Kauf von weiteren Kunstwerken bereit, aus Berlin bekam das Museum einige Bilder aus der berühmten Suermondt-Sammlung zugewiesen.
Im Museum wurden zwei Meister-Ateliers eingerichtet:
- Atelier für Landschaftsmalerei (1889 aufgelöst), Leiter waren
  - ab 1879 Adolf Dressler
  - ab 1883 Carl Cowen Schirm
- Atelier für Bildhauerei (1905 aufgelöst), Leiter waren
  - ab 1879 Robert Toberentz
  - ab 1884 Christian Behrens

1937 wurden im Rahmen der deutschlandweiten konzertierten Aktion „Entartete Kunst“ aus der Sammlung des Museums über 900 Werke bildender Künstler sowie die Bücher der Reihe Junge Kunst (Verlag von Klinkhardt & Biermann, Leipzig) mit Künstlerbiographien beschlagnahmt und zu großen Teilen vernichtet.
Kurz vor Ende des Zweiten Weltkrieges wurden die Exponate der Breslauer Museen an 80 verschiedene Orte in Schlesien ausgelagert. Die Lagerbücher des Museums befinden sich heute im Marburger Herder-Institut. Das Gebäude des Museums wurde während der Schlacht um Breslau im Januar 1945 beschädigt und 1964 restlos abgerissen. Ein Teil der Sammlungen des Museums fiel den Kriegseinwirkungen und den Plünderungen nach dem Krieg zum Opfer; ein geringer Teil kam ins Nationalmuseum Breslau. Die wertvollsten Exponate der Breslauer Sammlung wurden 1946 in das Nationalmuseum Warschau verbracht.
Heute befindet sich auf dem Gelände (Plac Muzealny) eine Schule.
Direktoren waren
- 1878–1884: Albert Berg
- ?–1892–1906–?: Julius Janitsch
- 1919–1928: Heinz Braune
- 1929–1933: Erich Wiese
- 1936–1943: Cornelius Müller Hofstede
- 1943–1945: Hubertus Lossow (kommissarisch)

## Bildende Künstler, deren Werke 1937 als „entartet“ nachweislich aus der Sammlung des Museums beschlagnahmt wurden
Jussuf Abbo, Jankel Adler, Josef Albers, Alexander Archipenko, Isidor Aschheim, Ernst Barlach, Rudolf Bauer, Willi Baumeister, Max Beckmann, René Beeh, Max Berger (* 1868), Artur Bonk (1902–1987), Max Burchartz, Heinrich Campendonk, Lovis Corinth, Heinrich Maria Davringhausen, Hermann Diesener, Otto Dix, Paul Dobers, Josef Eberz, Max Ernst, Lyonel Feininger, Conrad Felixmüller, Oskar Fischer, Robert Genin, Otto Gleichmann, Albert Gleizes, Friedrich Karl Gotsch, Grodnick-Grodsinsky (mutmaßlich Karl Grodnick-Grodsinsky), Rudolf Großmann, George Grosz, Erich Heckel, Jacoba van Heemskerck, Willi Hempel (1905–1985), Adolf Hölzel, Bernhard Hoetger, Karl Hofer, Paul Holz, Johannes Itten, Willy Jaeckel, Alexej von Jawlensky, Wassily Kandinsky, Ernst Ludwig Kirchner, Willy Kiwitz, Paul Klee, Oskar Kokoschka, Bernhard Kretzschmar, Alfred Kubin, Ferdinand Lammeyer, Fernand Legér, Wilhelm Lehmbruck, August Macke, Franz Marc, Gerhard Marcks, Frans Masereel, Ewald Mataré, Ludwig Meidner, Carlo Mense, Paula Modersohn-Becker, Margarete Moll (1884–1977), Oskar Moll, Johannes Molzahn, Georg Muche, Otto Mueller, Georg Nerlich, Rolf Nesch, Emil Nolde, Max Pechstein, Hans Purrmann, Christian Rohlfs, Wilhelm Rudolph, Edwin Scharff, Oskar Schlemmer, Karl Schmidt-Rottluff, Georg Scholz, Lothar Schreyer, Georg Schrimpf, Käthe Schuftan (1899–1958), Jechiel Schulsinger, Kurt Schwitters, Richard Seewald, Lasar Segal, Alexander Seidel, Heinrich Stegemann, Hans Günther Strick (1900–1968), Fritz Stuckenberg, Maria Uhden, Carolus Vocke, Christoph Voll, Walter Wadephul, William Wauer, Gustav Heinrich Wolff und Johannes Wüsten.

## Sonderausstellungen (Auswahl)
- Gedächtnis-Ausstellung für Adolf Dressler. 1933
- Ausstellung von Gemälden der schlesischen Künstler Erich Kubierschky, Adolf Schlabitz zu Ehren ihres 80. Geburtstages. 1934
- Raphael Schall 1814–1859. Gemälde und Zeichnungen eines schlesischen Romantikers. 1935
- Das Riesengebirge in der Kunst des 19. Jahrhunderts. 1937
- Schlesische Landschaftskunst vor 30 Jahren. Gertrud Staats-Gedächtnis-Ausstellung, Eugen Burkert, Robert Sliwinski. 1939
- Gedächtnis-Ausstellung Caspar David Friedrich 1774–1840, Karl Blechen 1798–1840. 1940
- Japanische Malerei und Farbholzschnitte. 1941
- Ausstellung Friedrich der Große – Maria Theresia und ihr Kreis in Bildnissen der Zeit. 1942

## Gemälde (Auswahl)

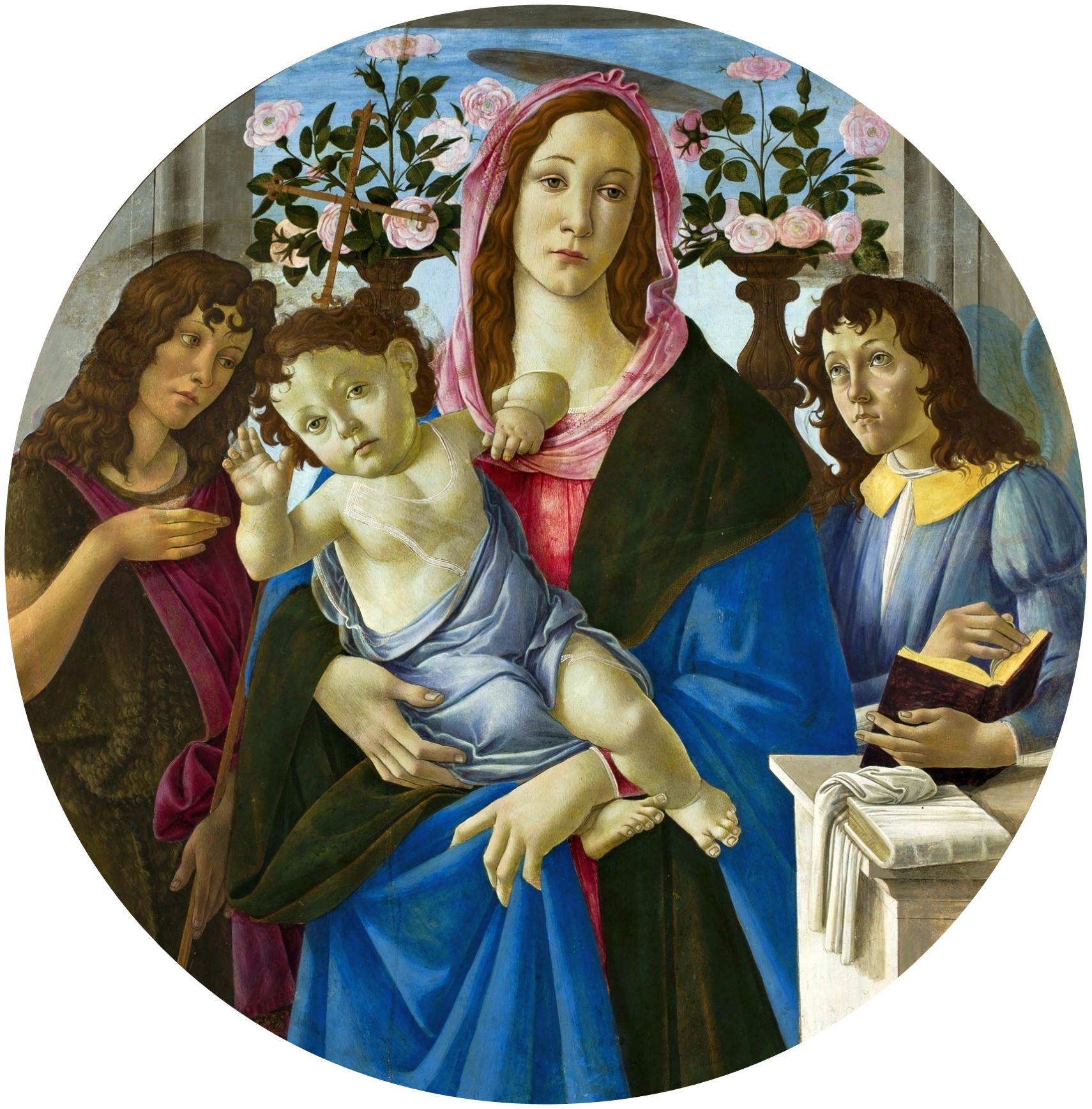
Botticelli: Madonna und Kind. 1939 Leihgabe aus der Ingenheim-Sammlung
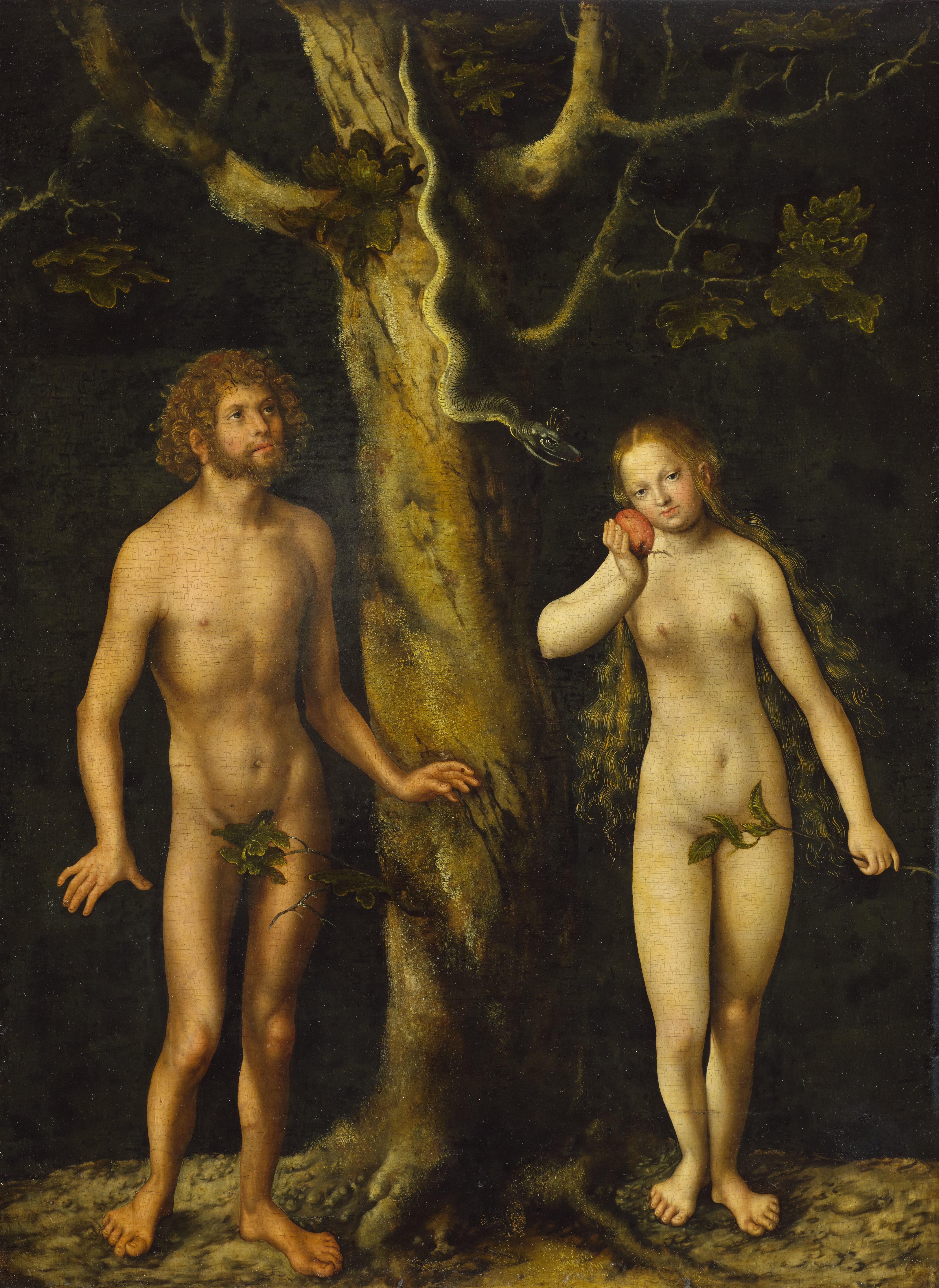
Lucas Cranach d. Ä.: Adam und Eva. Ankauf 1925
Johann Georg Platzer: Das Konzert.
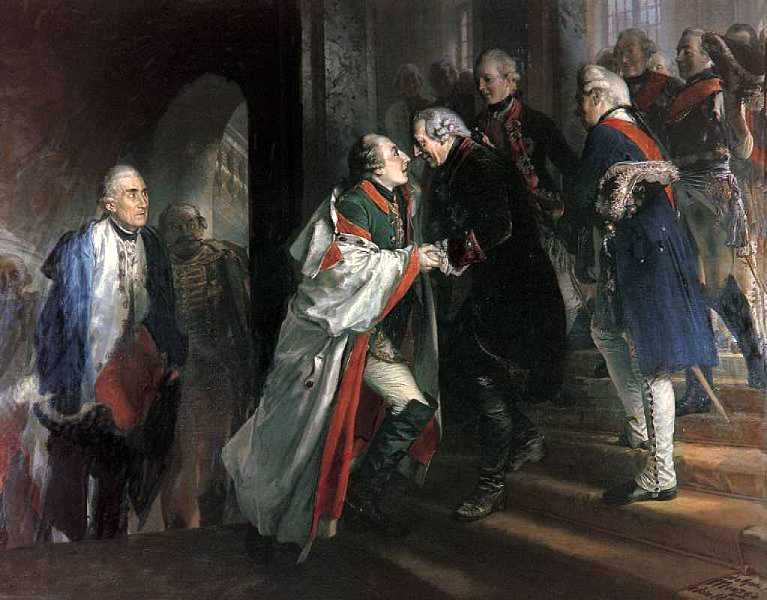
Adolph Menzel: Zusammenkunft Friedrichs II. mit Kaiser Joseph II. im Jahr 1769 zu Neiße.
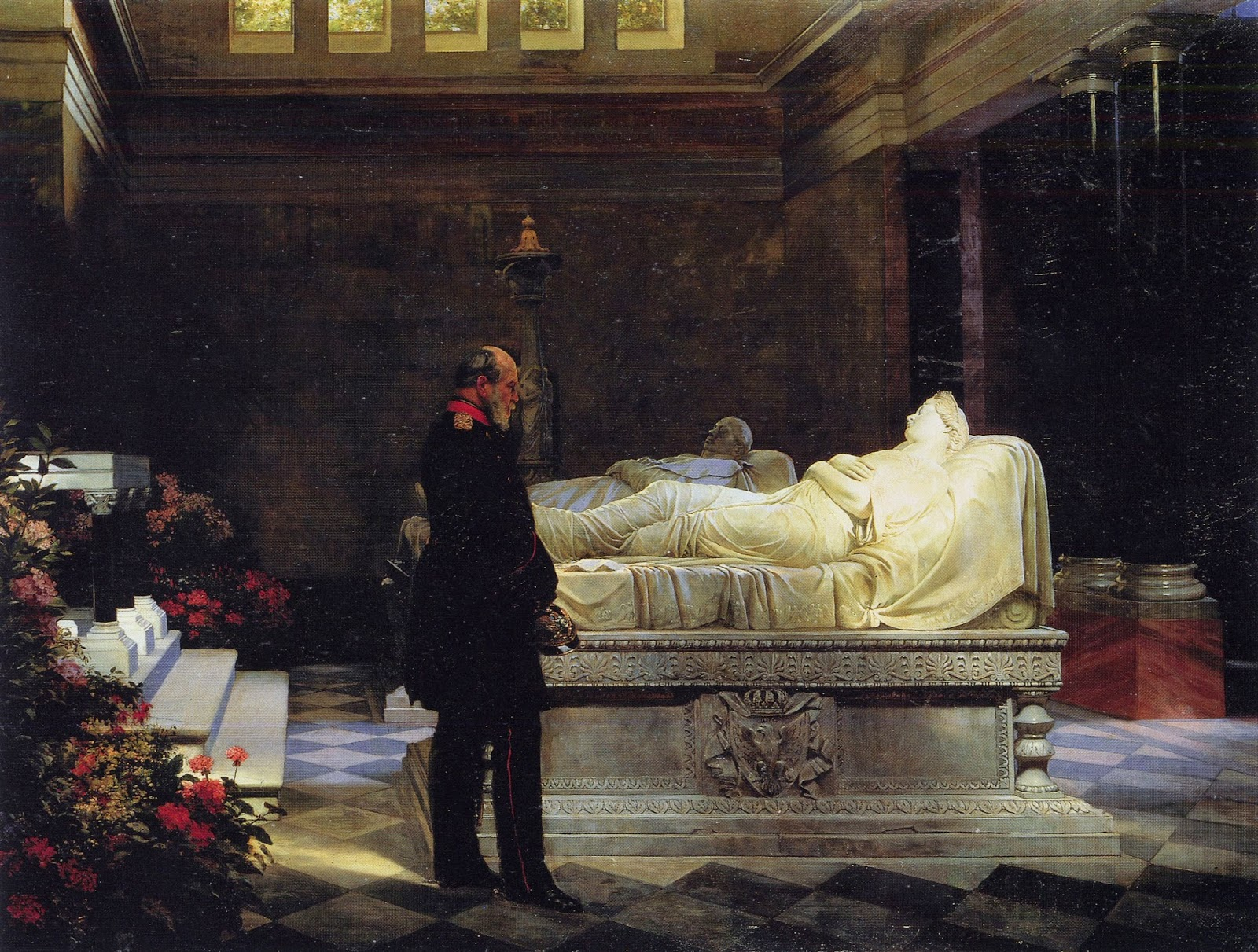
Anton von Werner: Wilhelm I. am Sarkophag seiner Mutter Königin Luise (1870). Schenkung von Heinrich von Korn an das Museum
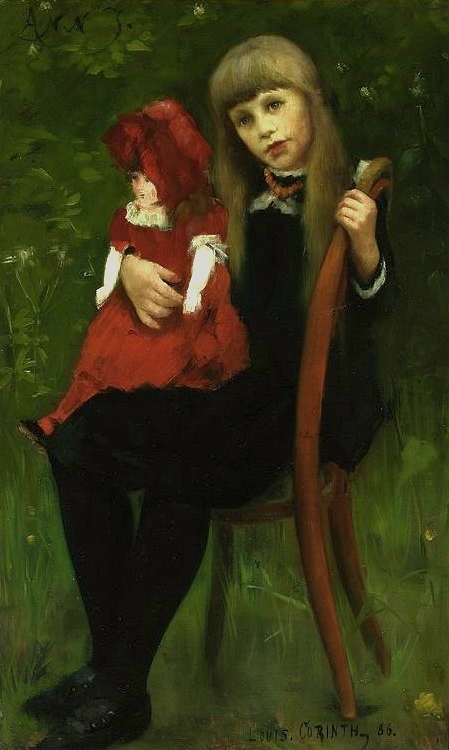
Lovis Corinth: Anna Schaumberg mit einer Puppe (1886).
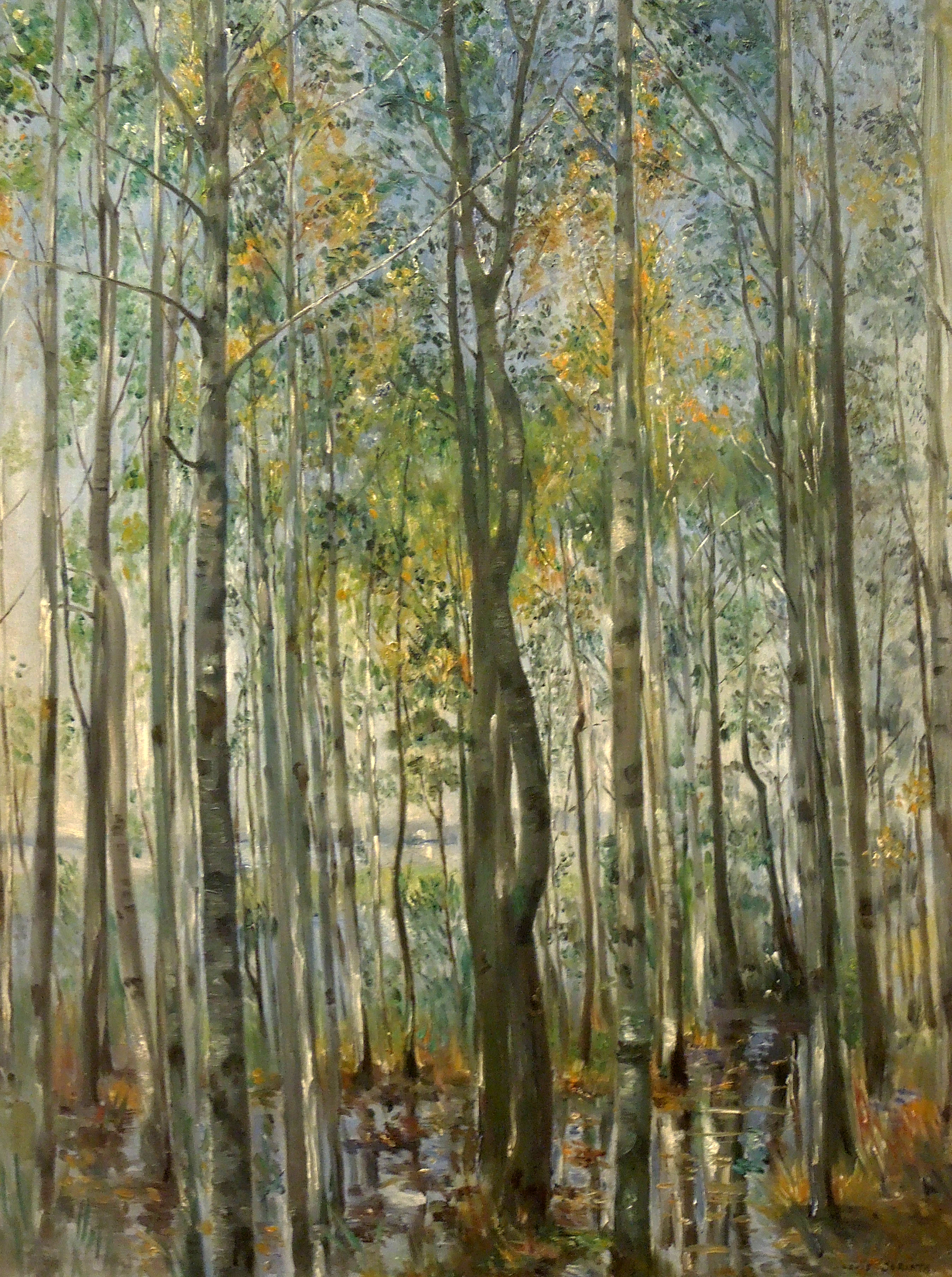
Lovis Corinth: Am Starnberger See (1896). Ankauf 1920